# Stefan Chaszczyński
Stefan Chaszczyński (ur. 9 marca 1900 w Łupkowie, zm. 4 lutego 1978 w Bradford) – podpułkownik piechoty Polskich Sił Zbrojnych, działacz społeczny.

## Życiorys
Urodził się 9 marca 1900 roku w Łupkowie, pow. liskim jako syn Stanisława. W 1922 roku został zweryfikowany w stopniu porucznika ze starszeństwem z dniem 1 lipca 1920 roku. W latach 20. XX wieku pełnił służbę w 37 pułku piechoty w Kutnie, a następnie w 5 pułku strzelców podhalańskich w Przemyślu. 29 kwietnia 1933 roku został mianowany kapitanem ze starszeństwem z dniem 1 stycznia 1933 roku i 19. lokatą w korpusie oficerów piechoty, a na stopień majora został mianowany ze starszeństwem z 19 marca 1939 roku i 79. lokatą w korpusie oficerów piechoty. W marcu 1939 roku dowodził 3 kompanią karabinów maszynowych 5 psp.
Prowadził społeczną pracę uświadamiania wiejskiej społeczności o jej polskich korzeniach w celu zminimalizowania wpływów nacjonalistów ukraińskich. Był pomysłodawcą i organizatorem imprez kulturalnych i sportowych, uzyskiwane środki przekazywał na budowę kościołów, widząc w nich punkty wzmacniające polskość na tych ziemiach.
W kampanii wrześniowej 1939, w stopniu majora, dowodził batalionem Obrony Narodowej „Turka” w akcji na Podkarpaciu. Jego oddział podporządkowany był dowódcy 216 pułku piechoty. Z resztkami batalionu wydostał się z okrążenia i przekroczył granicę Węgier, gdzie został mianowany komendantem jednego z największych obozów dla internowanych. Natychmiast przystąpił najpierw do organizowania obozu, a zaraz potem nadzorował przedostawanie się grup żołnierzy do Francji w celu zasilenia tworzącej się tam Armii Polskiej. Po tym jak większość żołnierzy opuściła obóz, on sam udał się w maju 1940 roku do Francji, gdzie w czerwcu dotarł do Coëtquidan. Tuż przed klęską Francji był ewakuowany do Wielkiej Brytanii. 
20 grudnia 1941 roku został przeniesiony do I Oficerskiego Baonu Szkolnego na stanowisko dowódcy plutonu broni ciężkiej. 15 maja 1942 roku został odkomenderowany do Szkoły Podchorążych Piechoty i Kawalerii Zmotoryzowanej na stanowisko zastępcy komendanta szkoły. 2 listopada 1942 roku został przeniesiony do 2 batalionu strzelców w Cupar na stanowisko zastępcy dowódcy batalionu. 7 maja 1943 roku po odejściu z batalionu płk. Leśniaka został mianowany jego dowódcą. W batalionie panowała wówczas trudna sytuacja, gdyż większość jego żołnierzy zasiliła inne polskie formacje wojskowe, a sam batalion został skadrowany i przemianowany na 2 batalion grenadierów. Na stanowisku dowódcy pozostał do końca istnienia oddziału. W ostatnim okresie jego istnienia prowadził intensywne spotkania z żołnierzami, mające na celu uświadomienie ich o sytuacji politycznej panującej w Polsce. Efektem jego pracy było, że batalion miał najniższy w dywizji procent zgłaszających chęć do powrotu do kraju.
Po demobilizacji (posiadał stopień podpułkownika) pracował przez 18 lat w sklepie fabrycznym fabryki tekstyliów w Selkirk. W roku 1965 po przejściu na emeryturę przeniósł się do Bradford (gdzie jego syn dostał pracę na eksponowanym stanowisku). Pułkownik Stefan Chaszczyński przez lata był bardzo zaprzyjaźniony z generałem Kazimierzem Glabiszem. Utrzymywał też bliskie kontakty z weteranami będąc m.in. inicjatorem powołania do życia Koła b. Żołnierzy 2 Baonu Grenadierów „Kratkowane Lwiątka” w którego działalności brał bardzo aktywny udział uczestnicząc m.in. we wszystkich zjazdach organizacji. Za swoje zasługi w działalność koła, otrzymał tytuł honorowego prezesa.
Zmarł po krótkiej chorobie 4 lutego 1978 roku w Bradford i tam został pochowany.

## Ordery i odznaczenia
- Krzyż Kawalerski Orderu Odrodzenia Polski (3 maja 1977)[11]
- Srebrny Krzyż Zasługi (19 marca 1937)[12][3]
- Medal 10 Rocznicy Wojny Niepodległościowej (Łotwa)[13]